# Championnat de Pologne de football 1962
Navigation
Édition précédente Édition suivante
La saison 1962 du championnat de Pologne est la trente-quatrième saison de l'histoire de la compétition. Cette édition a été remportée par le Polonia Bytom, devant le Górnik Zabrze.

## Les clubs participants
| Club               | Ville     |
| ------------------ | --------- |
| Arkonia Szczecin   | Szczecin  |
| Gornik Zabrze      | Zabrze    |
| Gwardia Varsovie   | Varsovie  |
| KS Cracovia        | Cracovie  |
| Lech Poznań        | Poznań    |
| Lechia Gdańsk      | Gdańsk    |
| Legia Varsovie     | Varsovie  |
| LKS Łódź           | Lódź      |
| Odra Opole         | Opole     |
| Polonia Bytom      | Bytom     |
| Ruch Chorzów       | Chorzów   |
| Stal Mielec        | Mielec    |
| Wisła Cracovie     | Cracovie  |
| Zagłębie Sosnowiec | Sosnowiec |

## Compétition

### Classements

#### Groupe 1
| Rang | Équipe                 | Pts | J  | G | N | P | Bp | Bc | Diff |
| ---- | ---------------------- | --- | -- | - | - | - | -- | -- | ---- |
| 1    | Górnik Zabrze (T)      | 18  | 12 | 8 | 2 | 2 | 37 | 14 | +23  |
| 2    | Zagłębie Sosnowiec (C) | 15  | 12 | 7 | 1 | 4 | 22 | 15 | +7   |
| 3    | Legia Varsovie         | 14  | 12 | 5 | 4 | 3 | 15 | 13 | +2   |
| 4    | Ruch Chorzów           | 13  | 12 | 5 | 3 | 4 | 21 | 19 | +2   |
| 5    | ŁKS Łódź               | 9   | 12 | 3 | 3 | 6 | 14 | 23 | -9   |
| 6    | Gwardia Varsovie (P)   | 8   | 12 | 2 | 4 | 6 | 12 | 20 | -8   |
| 7    | KS Cracovia            | 7   | 12 | 2 | 3 | 7 | 11 | 28 | -17  |

| Légende | Légende                                                                                 |
| ------- | --------------------------------------------------------------------------------------- |
|         | Qualifié pour la finale                                                                 |
|         | Relégation en II Liga                                                                   |
|         | (T) : Tenant du titre 1961 (C) : Vainqueur de la Coupe de Pologne 1961-1962 (P) : Promu |

#### Groupe 2
| Rang | Équipe               | Pts | J  | G | N | P | Bp | Bc | Diff |
| ---- | -------------------- | --- | -- | - | - | - | -- | -- | ---- |
| 1    | Polonia Bytom        | 19  | 12 | 8 | 3 | 1 | 28 | 7  | +21  |
| 2    | Odra Opole           | 14  | 12 | 6 | 2 | 4 | 17 | 11 | +6   |
| 3    | Wisła Cracovie       | 14  | 12 | 5 | 4 | 3 | 9  | 7  | +2   |
| 4    | Arkonia Szczecin (P) | 11  | 12 | 4 | 3 | 5 | 18 | 20 | -2   |
| 5    | Lechia Gdańsk        | 11  | 12 | 4 | 3 | 5 | 11 | 18 | -7   |
| 6    | Lech Poznań          | 9   | 12 | 3 | 3 | 6 | 6  | 14 | -8   |
| 7    | Stal Mielec          | 6   | 12 | 1 | 4 | 7 | 9  | 21 | -12  |

| Légende | Légende                 |
| ------- | ----------------------- |
|         | Qualifié pour la finale |
|         | Relégation en II Liga   |
|         | (P) : Promu             |

### Finale
|  | Finale        |   |   |
|  |               |   |   |
|  |               |   |   |
|  |               |   |   |
|  | Górnik Zabrze | 1 | 2 |
|  | Górnik Zabrze | 1 | 2 |
|  | Polonia Bytom | 4 | 2 |
|  | Polonia Bytom | 4 | 2 |

## Bilan de la saison
| Tableau d'Honneur |                    |
| Compétition       | Vainqueur          |
| I Liga            | Polonia Bytom      |
| Coupe de Pologne  | Zagłębie Sosnowiec |

| Promotions et relégations |                             |
| Relégués en II Liga       | KS Cracovia Stal Mielec     |
| Promus de II Liga         | Stal Rzeszów Pogoń Szczecin |

## Meilleurs buteurs
| # | Joueur            | Équipe        | Buts |
| - | ----------------- | ------------- | ---- |
| 1 | Jan Liberda       | Polonia Bytom | 16   |
| 2 | Ernest Pohl       | Górnik Zabrze | 12   |
| 3 | Zygfryd Szoltysik | Górnik Zabrze | 11   |